# Великоніг
Великоніг (Megapodius) — рід куроподібних птахів родини великоногових (Megapodiidae). Містить 12 сучасних та 2 вимерлих види.

## Поширення
Представники роду поширені на островах Південно-Східної Азії, Нової Гвінеї та Західної Океанії і на півночі Австралії.

## Опис
Птахи середнього розміру, тіло завдовжки 28—47 см; вага тіла 275—1200 г (самиці зазвичай важчі за самців).

## Види
- †Megapodius amissus
- Великоніг сулуйський (Megapodius bernsteinii)
- Великоніг філіппінський (Megapodius cumingii)
- Великоніг папуанський (Megapodius decollatus)
- Великоніг меланезійський (Megapodius eremita)
- Великоніг джунглевий (Megapodius freycinet)
- Великоніг біяцький (Megapodius geelvinkianus)
- Великоніг мікронезійський (Megapodius laperouse)
- Великоніг вануатський (Megapodius layardi)
- †Megapodius molistructor
- Великоніг нікобарський (Megapodius nicobariensis)
- Великоніг полінезійський (Megapodius pritchardii)
- Великоніг австралійський (Megapodius reinwardt)
- Великоніг танімбарський (Megapodius tenimberensis)